# Bjarkøyætta
Bjarkøyætta fue un clan familiar muy influyente de Bjarkøy, Troms durante la Era vikinga en Noruega. Era una dinastía de poderosos caudillos (høvdingeætt) y durante la Edad Media sus lendmann encabezaron el poder en la región.
Se distinguen dos ramas, una antigua cuyo patriarca Tore de Bjarkøy murió quemado junto a  Harald Grenske. Sus hijos Sigurd Toresson de Trondenes, al sur de Bjarkøy, y Thorir Hund de Bjarkøy, un férreo opositor al feudalismo de Olaf II el Santo. El sobrino de Thorir Hund, Asbjørn Selsbane, fue asesinado en 1024 por uno de los hombres del rey con la misma lanza que Thorir usó posteriormente para acabar con la vida de Olaf en la batalla de Stiklestad. 
Sigurd Toresson no tuvo descendencia masculina, pero su hija Ragnhild Sigurdsdatter caso con Jon Arnesson de Giske, hijo de Arne Arnesson. Jon era descendiente directo de Erling Skjalgsson de Sola y Astrid Tryggvesdatter, hermana de Olaf Tryggvason. Ragnhild y Jon tuvieron un hijo, Vidkun Jonsson que fue miembro del hird de Magnus III de Noruega en su campaña de Irlanda. El hijo de Sigurd el Cruzado, Magnúss fue educado por Vidkun y creció a su lado en Bjarkøy. 
La rama moderna son descendientes de Rannveig, hermana de Vidkun Erlingsson (1155 - 1183). El legado masculino se extinguió el 26 de mayo de 1183 con la muerte de Vidkun en manos de Bård Guttormsson; su herencia pasó a su hermana Rannveig (Ranghild) que casó con el lagman Bjarne Mardsson, un jurista de Hålogaland, y esta rama está relacionada con Erling Ivarsson (n. 1225), lendmann de Hålogaland, quien participó en la campaña contra Escocia (1263 – 1264).

## Siglo XIV

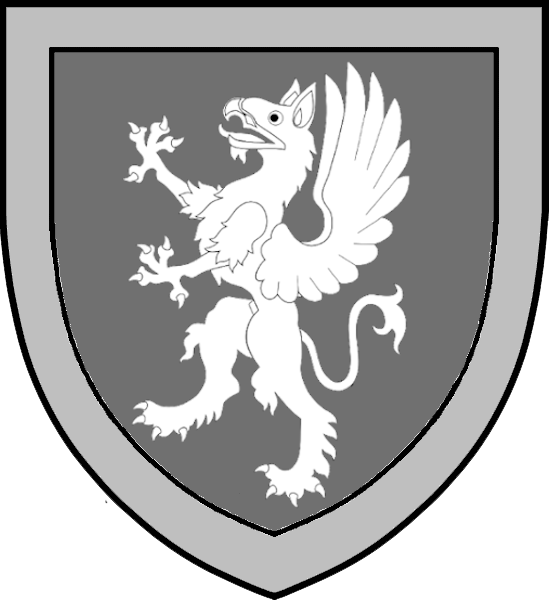
Escudo de armas de Bjarne Erlingsson (1313 – 1354).

El linaje de ambas ramas principales está relacionada con la baronía de Bjarne Erlingsson (1313 – 1354) y del riddar de otro Vidkun Erlingsson (c. 1255–1302) y su hijo Erling Vidkunsson (1293–1355) vigente hasta el matrimonio de Ingebjörg Erlingsdatter (1319 - 1400), una hija de Erling que casó con Sigurd Hafthorsson (1315 - 1393) y a partir de esa unión todos los bienes y herencia pasaron al clan Sudrheimsætta.